# Унгарски демократичен форум
Унгарският демократичен форум (на унгарски: Magyar Demokrata Fórum) е първата легална некомунистическа партия в Унгария, създадена в края на 80-те години на 20 век. На първите посткомунистически избори през 1990 г. е първа партия и става главна политическа сила в коалиционното правителство през 1990 – 1994 г.
Първоначално обединява 3 течения: десница (народняци), център (християндемократи) и левица (национал-либерали). През 1993 г. радикалната част на дясното крило се отцепва и образува новата партия Партия на унгарска истина и живот. По-късно напускат партията и либералите, под името Унгарска демократична народна партия.
На изборите през 1998 г. партията търпи провал, постига едва 3% от гласовете. Участва като трета сила в коалиционното правителство от 1998 – 2002 г.
На изборите през 2002 г. е в коалиция с партия Фидес, но скоро връзките между двете партии ряазко се влошават. Междувременно Унгарската демократична народна партия се саморазпуска и се връща в Унгарския демократичен форум. По същото време част от партията я напуска и се присъединява към Фидес.
На изборите през 2006 г. Унгарският демократичен форум отново участва самостоятелно и успява да прескочи парламентарната бариера.
Първоначално член на Европейската народна партия, по-късно УДФ се присъединява към Алианса на европейските консерватори и реформисти. На евроизборите през 2004 г. УДФ печели 1 депутатско място в Европейския парламент.

## Резултати от парламентарни избори
| година | процент гласове | спечелени мандати | получени гласове | статус                    |
| ------ | --------------- | ----------------- | ---------------- | ------------------------- |
| 1990   | 24,73 %         | 164               | 1 212 355        | управляваща партия        |
| 1994   | 11,73 %         | 38                | 633 342          | парламентарна опозиция    |
| 1998   | 3,12 %          | 17                | 139 934          | управляваща партия        |
| 2002   | 41,07 %+        | 24                | 2 306 763+       | парламентарна опозиция    |
| 2006   | 5,04 %          | 11                | 272 831          | парламентарна опозиция    |
| 2010   | 2,66 %          | 0                 | 136 829          | извънпарламентарна партия |

+ – Заедно с партия Фидес.
| година | процент гласове | спечелени мандати | получени гласове |
| ------ | --------------- | ----------------- | ---------------- |
| 2004   | 5,34 %          | 1                 | 164 025          |
| 2009   | 5,31 %          | 1                 | 153 660          |